# Capriccio Stravagante
Pour l’article homonyme, voir Capriccio stravagante.
Le Capriccio Stravagante est un ensemble de musique baroque fondé en 1986 par Skip Sempé, nommé d'après le Capriccio stravagante de Carlo Farina.

## Discographie
Capriccio Stravagante a enregistré de nombreux disques publiés par les labels Paradizo, Alpha, Astrée ou Deutsche Harmonia Mundi.